# لیل لیندفوش
لیل لیندفوش (سوئدی: Lill Lindfors؛ زادهٔ ۱۲ مهٔ ۱۹۴۰) خواننده-ترانه‌پرداز، موسیقی‌دان و بازیگر اهل سوئد و فنلاند است.
وی در رقابت‌های مسابقه آواز یوروویژن ۱۹۶۶ به مقام دوم دست یافت و بعدها خودش مجری مسابقه آواز یوروویژن ۱۹۸۵ شد.
از فیلم‌هایی که وی در آن‌ها نقش داشته‌است، می‌توان به دوران گرگ اشاره نمود.